# Fors (Frankrijk)
Fors is een gemeente in het Franse departement Deux-Sèvres in de regio Nouvelle-Aquitaine en telt 1577 inwoners (2006). De plaats maakt deel uit van het arrondissement Niort. In de gemeente ligt de spoorweghalte Fors.

## Geografie
De oppervlakte van Fors bedraagt 18,7 km², de bevolkingsdichtheid is 72,0 inwoners per km².
De onderstaande kaart toont de ligging van Fors (Frankrijk) met de belangrijkste infrastructuur en aangrenzende gemeenten.

## Demografie
Onderstaande figuur toont het verloop van het inwonertal (bron: INSEE-tellingen).